# Малиновка (Кемеровский район)
Мали́новка — деревня в Кемеровском районе Кемеровской области. Входит в состав Елыкаевского сельского поселения.

## География
Центральная часть населённого пункта расположена на высоте 150 метров над уровнем моря.

## Население
По данным Всероссийской переписи населения 2010 года, в деревне Малиновка проживает 2 человека (1 мужчина, 1 женщина).